# Polypedilum nubifer
Polypedilum nubifer är en tvåvingeart som beskrevs av Frederick Askew Skuse 1889. Polypedilum nubifer ingår i släktet Polypedilum och familjen fjädermyggor. Inga underarter finns listade i Catalogue of Life.